# Queensland
Queensland este un stat în nord-estul Australiei. Capitala este Brisbane. Queensland este al doilea stat ca mărime din Australia, și al treilea după populație. Acesta ocupă aproape un sfert din suprafața continentului.

## Geografie
Queensland este foarte variat din punct de vedere al reliefului. Pe câmpiile de pe malul oceanului sunt concentrate cele mai mari orașe ale statului. În apropiere de litoral se întind Munții Marii Cumpene de Ape (Great Dividing Range). În interiorul uscatului, la vest de lanțul muntos, se află Marele Bazin Artezian, care își datorează numele izvoarelor subterane prezente aici. Munții Selwyn, din nordul statului Queensland, sunt brăzdați de văile apelor care se varsă în Golful Carpentaria.

## Demografie
Recensământul din 2016 a stabilit că 4% (186.482 de oameni) din totalul populației acestui stat sunt aborigeni, cei mai mulți din restul fiind, la origini, europeni și din fostele colonii britanice. Același recensământ a stabilit că 81,2% din cetățeni au, ca limbă maternă, engleza. 29,2% s-au declarat atei, 21,7% catolici și 15,3% anglicani.

## Orașe și sate
| - Barcaldine - Beaudesert - Bedourie - Biloela - Birdsville - Blackall - Blackwater - Boonah - Boulia - Bowen | - Bundaberg - Cairns - Charleville - Charters Towers - Childers - Dirranbandi - Emerald - Gladstone - Gold Coast - Gympie - Hebel | - Hervey Bay - Hughenden - Ipswich - Innisfail - Jimboomba - Longreach - Mackay - Maryborough - Mount Isa - Quilpie - Rathdowney | - Redcliffe - Rockhampton - Roma - Sandgate - St George - Sunshine Coast - Texas - Toowoomba - Townsville - Windorah - Winton |

## Economie
Queensland-ul are un PIB de US$ 20,400 și este al treilea cel mai sărac stat din Australia, după Tasmania și Australia de Sud.